# Skola för skojare
Skola för skojare (engelska: School for Scoundrels) är en brittisk komedifilm från 1960 i regi av Robert Hamer.
Filmen är baserad på Stephen Potters roman Livsmannaskap.

## Handling
Henry Palfrey försöker stärka sitt dåliga självförtroende och anmäler sig till skolan för Livsmannaskap, där man lär ut hur man tar sig till toppen med minsta möjliga ansträngning genom charm och en lättsam läggning.

## Rollista i urval
- Ian Carmichael - Henry Palfrey
- Terry-Thomas - Raymond Delauney
- Alastair Sim - Mr. S. Potter
- Janette Scott - April Smith
- Dennis Price - Dunstan Dorchester
- Peter Jones - Dudley Dorchester
- Edward Chapman - Gloatbridge
- John Le Mesurier - Head Waiter
- Irene Handl - Mrs. Stringer
- Kynaston Reeves - Generalen
- Hattie Jacques - Miss Grimmet
- Jeremy Lloyd - Dingle